# Tropidozineus tuberosus
Tropidozineus tuberosus là một loài bọ cánh cứng trong họ Cerambycidae.